# Asynaphleba stuckenbergi
Asynaphleba stuckenbergi är en tvåvingeart som beskrevs av Loïc Matile 1974. Asynaphleba stuckenbergi ingår i släktet Asynaphleba och familjen platthornsmyggor. Inga underarter finns listade i Catalogue of Life.